# ماثيو مارش
ماثيو مارش (بالإنجليزية: Matthew Marsh)‏ هو ممثل بريطاني، ولد في 8 يوليو 1954 بلندن في المملكة المتحدة.

## أعمال

### أفلام
- (2001) لعبة تجسس[4][5]
- (2006) أوه جيروزليم
- (2011) المرأة الحديدية[6]

## وصلات خارجية
- ماثيو مارش على موقع IMDb (الإنجليزية)
- ماثيو مارش على موقع ألو سيني (الفرنسية)
- ماثيو مارش على موقع أول موفي (الإنجليزية)
- ماثيو مارش على موقع قاعدة بيانات الأفلام السويدية (السويدية)
- ماثيو مارش على موقع قاعدة بيانات الفيلم (الإنجليزية)
- ماثيو مارش على موقع كينوبويسك (الروسية)